# Cantone di Plouay
Il Cantone di Plouay era una divisione amministrativa dell'arrondissement di Lorient.
È stato soppresso a seguito della riforma complessiva dei cantoni del 2014, che è entrata in vigore con le elezioni dipartimentali del 2015.
Comprendeva i comuni di:
- Bubry
- Calan
- Inguiniel
- Lanvaudan
- Plouay
- Quistinic